# Pierre Poilievre
Pierre Poilievre (* 3. června 1979, Calgary) je kanadský politik za Konzervativní stranu Kanady, jejímž je od roku 2022 předsedou (a tím také vůdcem opozice). Od roku 2004 je poslancem kanadské Dolní sněmovny. Ve vládě Stephena Harpera byl v letech 2013–2015 ministrem pro demokratickou reformu a v roce 2015 ještě krátce ministrem pro zaměstnanost a sociální rozvoj. Následně byl v letech 2017–2022 členem stínové vlády.
Do parlamentu se poprvé dostal ve volbách v roce 2004, když ve svém okrsku porazil stávajícího poslance a ministra obrany Davida Pratta.

## Život
Narodil se šestnáctileté středoškolačce Jacqueline Farrellové, která jej dala k adopci. Adoptoval jej učitelský pár Marlene a Donald Poilievreovi, kteří si později adoptovali i jeho mladšího biologického nevlastního bratra, Patricka. Jeho adoptivní otec, Francouzský Kanaďan, jej od dětství učil francouzštině. Byl vychován jako katolík.
Pierre Poilievre se od šestnácti let začal zapojovat do kampaní tehdejší Reformní strany Kanady. Později začal studovat na Calgarské univerzitě, kde byl politicky aktivním i během studia. Studium ukončil bez promoce. Později ale dokončil online univerzitu Athabasca University ziskem bakalářského titulu v oboru mezinárodních vztahů. Na vysoké škole byl předsedou konzervativního mládežnického spolku tamního Mladí toryové. V mládí ho výrazně ovlivnila neoklasická a neoliberální kniha Kapitalismus a svoboda od Miltona Friedmana.
V roce 1999 vyhrál soutěž o nejlepší esej pořádanou továrnou na autodíly Magna International. Tématem eseje bylo: „Co by autor vykonal jako předseda vlády?“. Poilievre svou esej nazval Budování Kanady prostřednictvím svobody. Obsahem se zaměřoval na rozvoj individuálních svobod a omezení opakování funkčních období členů parlamentu. Vyhrál deset tisíc dolarů a čtyřměsíční stáž ve společnosti Magna.
Roku 2000 se podílel na kampani pro pravicovou stranu Kanadská aliance (nástupnická strana po Reformní straně Kanady). Účelem kampaně bylo zvolení Stockwella Daye předsedou strany. Kampaň byla úspěšná. A Day se v září 2000 stal vůdcem opozice. Poilievre následně opustil univerzitu v Calgary a začal pro něj pracovat. V roce 2002 pracoval v kampani Ezry Levanta pro zvolení do dolní komory parlamentu. Levant následně odstoupil, aby mohl kandidovat Stephen Harper.
V roce 2003 Poilievre založil poradenskou firmu 3D Contact Inc. Zaměřoval se na politickou komunikaci a průzkumy veřejného mínění.

## Politická kariéra
Ve federálních volbách v roce 2004 získal konzervativní nominaci do voleb. V nich ve svých 25 letech překvapivě porazil ministra a dlouholetého poslance Davida Pratta. Ve straně zastával libertariánské křídlo. Ve funkci například volal po odvolání generální guvernérky Kanady Michaëlle Jeanové. Vadilo mu například, že Jeanová v minulosti podpořila separatistické hnutí požadující nezávislost provincie Québec.
Ve volbách z roku 2006 byl znovuzvolen. Opět byl nejmladším zvoleným poslancem. Po vytvoření menšinové konzervativní vlády ho premiér Stephen Harper jmenoval parlamentním tajemníkem předsedy státní pokladny. Poté, co vydal premiér Harper oficiální omluvu původním obyvatelům Kanady za historický systém rezidenčních škol pro původní obyvatele, Poilievre se kontroverzně vyjádřil k otázce odškodnění. Uvedl, že si není jist, zda by Kanada získala „vyplacením odškodného něco hodnotného zpět“. Podle něj by bylo vhodnější v lidech budovat „návyk k tvrdé práci, samostatnosti a osobní odpovědnosti“. Následně se za své výroky omluvil.
V roce 2008 byl znovuzvolen se ziskem více než poloviny hlasů. Harper opět vytvořil menšinovou vládu a Poilievre se stal parlamentním tajemníkem pro záležitosti předsedy vlády. Násleně se stal členem zvláštního panelu pro zaměstnanecké pojištění, který byl zřízen pro analýzu dopadů velké recese. A dále byl členem výboru pro informace, soukromí a etiku, který posuzoval dopady kamerového dohledu soukromých firem (například Google Street View). Poilievre byl v této době označován jako „útočný pes“ konzervativců.
Od roku 2012 veřejně kritizuje činnosti odborů. V roce 2012 volal po zrušení povinnosti pracujících odvádět část mzdy odborových asociacím. V přístupu k pracujícícm se chtěl inspirovat v USA. Roku 2013 požadoval větší transparentnost hospodaření odborů. Kritizoval, že některé odborové asociace financovaly různá hnutí. V roce 2015 prosadil poslanec Russ Hiebert zákon, který učinil z odborových odvodů ze mzdy pouze možnost, nikoliv povinnost. Nicméně v roce 2017 byl tento zákon zvrácen.
Mezi lety 2013 a 2015 z něj premiér Harper udělal ministra pro demokratickou reformu. Jeho úkolem bylo vytvořit reformu senátu, a to po senátním skandálu s výdaji. Do agendy se ale vložil Nejvyšší soud Kanady s tím, že o taktové reformě musí rozhodnout lid. Harper ovšem odmítl uspořádat referendum, takže se od reformy ustoupilo. po reorganiazci vlády se v roce 2015 stal na krátko ministrem pro zaměstnanost a sociální rozvoj. V téže době podpořil vybudování památníku obětem komunismu, přičemž propagoval, aby byl památník postaven u budovy Nejvyššího soudu. Coby ministr ohlásil rozšíření státní podpory pro péči o děti. Nicméně během tiskové konference nosil stranické tričko, což bylo následně vyhodnoceno jako ilegální volební kampaň za využití státních financí.
Ve volbách 2012 nově kandidoval ve více venkovském okrsku. Byl znovuzvolen, ale konzervativci celkově propadli a odešli do opozice. Harper rezignoval na předsedu strany a post po něm získala Rona Ambroseová. Poilievre získal funkci stínového předsedy státní pokladny. V roce 2017 se předsedou strany stal Andrew Scheer a Poilievre převzal funkci stínového ministra financí. V roce 2019 byl znovuzvolen do dolní komory. V téže době Scheer odstoupil z vedení strany a Poilievre se poprvé pokusil ucházet o funkci předsedy. Z volby ale v jejím průběhu odstoupil.
V roce 2021 byl opět znovuzvolen. Krátce poté odstoupil z vedení strany Erin O'Toole a Poilievre zahájil kandidaturu. Během voleb kritizoval své stranické protikandidáty, jimiž byli Jean Charest a Patrick Brown, coby umírněné. Charesta označil za skrytého Liberála. Poilievre uvedl, že chce z Kanady udělat „nejsvobodnější stát světa“.
V září 2022 drtivě vyhrál volbu a stal se předsedou konzervativců. Následně se tím stal vůdcem opozice a vytvořil vlastní stínovou vládu.
V dubnu 2025 prohrála jeho strana parlamentní volby, i když byla ještě nedlouho předtím jejich hlavním favoritem. Obrat v preferencích souvisel s tlakem Donalda Trumpa, který útočil na Kanadu od chvíle svého nástupu do úřadu. Kanadští voliči se semkli a volili proti stranám politicky blízkým Trumpovi. Poilievre navíc podle předběžných výsledků ani neobhájil svůj poslanecký mandát.

## Politická pozice
Sám se označuje za „opravdového konzervativce“. Zatímco média ho označují za libertariána nebo pravicového populistu.
V reakci na ruskou invazi na Ukrajinu Poilievre v roce 2022 prohlásil, že jím vedená vláda by podpořila Ukrajinu tím, že přijme více ukrajinských uprchlíků, poskytne více zbraní na pomoc Ukrajině a bude zásobovat Evropu kanadskou energií a ropou prostřednictvím LNG Canada, aby pomohla snížit závislost Evropy na energiích z Ruska.
V roce 2022 uvedl, že jím vedená vláda zakáže ministrům kabinetu účast na Světovém ekonomickém fóru (WEF) s tím, že fórum „je proti zájmům našeho lidu“.
Poilievre v roce 2023 odsoudil činy Hamásu během války mezi Izraelem a Hamásem a prohlásil, že Izrael má právo se bránit. Kritizoval také, že Jihoafrická republika podala proti Izraeli žalobu za páchání genodidy a označil obvinění za nestydatý a nečestný útok na židovský lid a židovský stát. Navíc prohlásil, že vláda pod jeho vedením se postaví za právo Izraele na obranu a že odmítne jakékoli protiizraelské návrhy a rezoluce v OSN. Prohlásil také, že jako předseda vlády by jeho vláda definancovala UNRWA a zajistila, aby „kanadská pomoc skutečně šla k trpícímu palestinskému lidu a ne k těm, kteří propagují terorismus v UNRWA“.